# 柯耀程
柯耀程，台南縣佳里鎮（今台南市佳里區人）。刑事法學者，德國慕尼黑大學法學博士，歸國後即任教於國立中正大學法學院，現為東海大學法學院教授。
柯耀程學術專長為刑法學、刑事訴訟法與刑事政策等，為國內少數對刑法學與刑事訴訟法皆學有專精且論著等身者，並曾多次參與《中華民國刑法》、《刑事訴訟法》及《少年事件處理法》之修訂。

## 著作
- 刑法的思與辯，2003，元照出版公司
- 刑法問題評釋，2004，元照出版公司
- 刑法概論，2006，元照出版公司
- 通識刑法基礎入門十六講，2007，元照出版公司
- 刑事程序理念與重建，2009，元照出版公司
- 參與與競合，2009，元照出版公司
- 刑法競合論，2010，元照出版公司
- 刑法構成要件解析，2012，三民書局
- 刑法釋論Ⅰ、Ⅱ，2014，一品文化出版社
- 刑法總則，2014，三民書局
- 犯罪不法利益剝奪手段的檢討與重建，2015，一品文化出版社

## 外部連結
- 法源法律 柯耀程教授 （页面存档备份，存于）
- 國立中正大學財經法律學系 柯耀程教授